# تأثیر سیاسی تیلور سوئیفت

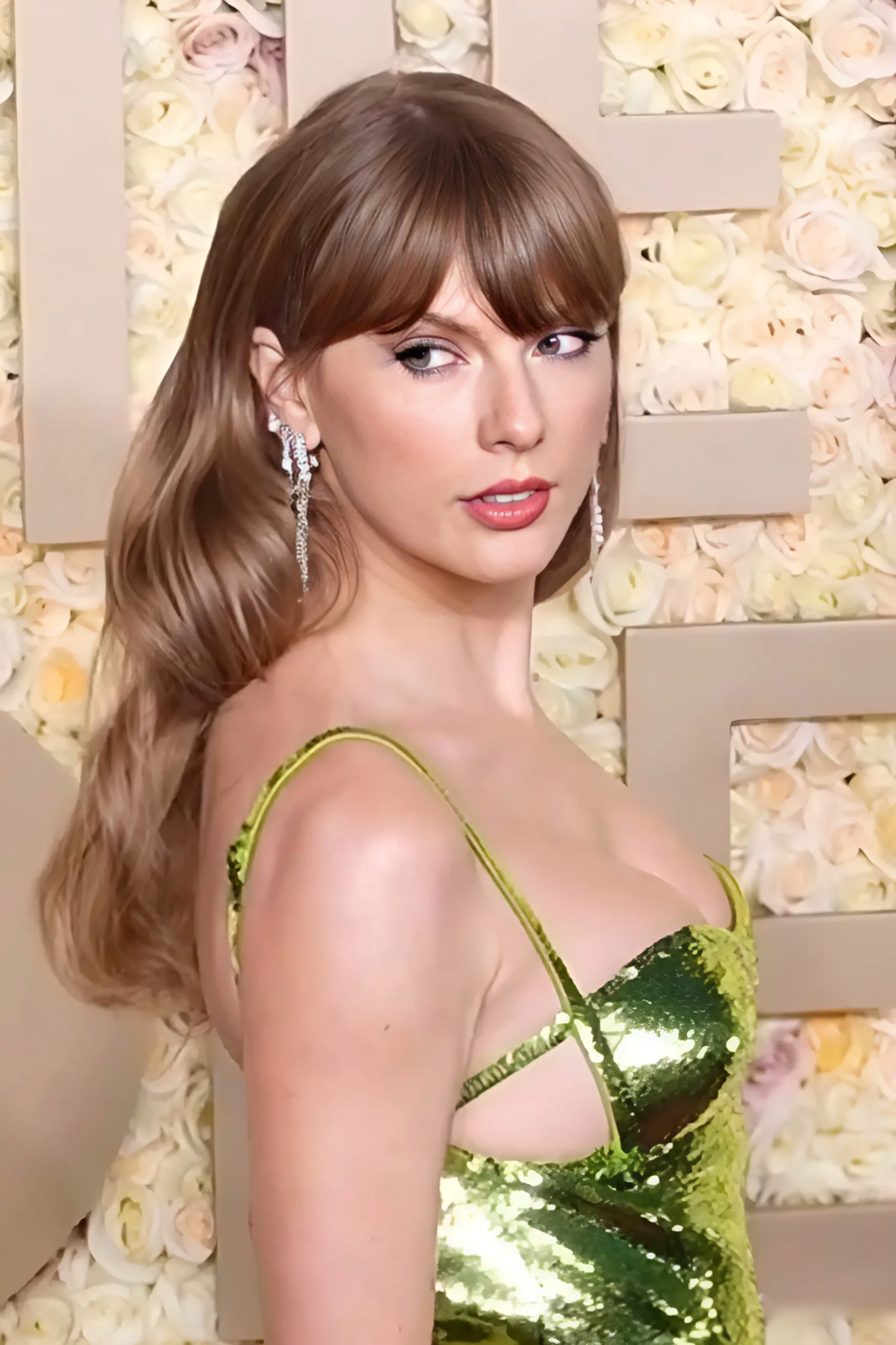
سوئیفت در هشتاد و یکمین مراسم گلدن گلوب (۲۰۲۴)

تیلور سوئیفت، خواننده-ترانه‌سرای آمریکایی، تأثیر سیاسی قابل‌توجهی از خود به جای گذاشته است. گزارش‌ها و تحلیل‌های گسترده نشان می‌دهند که شهرت بی‌سابقه او، نفوذش در سیاست ایالات متحده را از دیگر هنرمندان موسیقی این کشور متمایز می‌کند. در نقاط دیگر جهان، سوئیفت الهام‌بخش سیاستمدارانی از استرالیا، برزیل، کانادا، جنوب شرق آسیا و اتحادیه اروپا بوده یا از سوی آن‌ها مورد تقدیر قرار گرفته است. منتقدان موسیقی برخی از ترانه‌های او مانند «خانم آمریکایی و شاهزاده دل‌شکسته» (۲۰۱۹) و «فقط جوانان» (۲۰۲۰) را به‌عنوان ترانه‌های اعتراضی سیاسی توصیف کرده‌اند.
سوئیفت در ابتدا رویکردی غیرسیاسی داشت و به دلیل جنجال گروه دیکسی چیکس در سال ۲۰۰۳، از اظهارنظر دربارهٔ موضوعات سیاسی خودداری می‌کرد. اما پس از انتخاب دونالد ترامپ به‌عنوان چهل و پنجمین رئیس‌جمهور ایالات متحده آمریکا، او برای اولین بار موضع سیاسی خود را علنی کرد و در انتخابات میان‌دوره‌ای ۲۰۱۸ آمریکا در ایالت تنسی، از نامزدهای دموکرات، فیل بردسن و جیم کوپر، از طریق پستی بسیار پربازدید در اینستاگرام حمایت کرد. سوئیفت که به‌عنوان یک لیبرال شناخته می‌شود، از حقوق زنان (حق انتخاب)، برابری جنسیتی، حقوق ال‌جی‌بی‌تی، کنترل سلاح و مبارزه با نژادپرستی، برترپنداری نژاد سفید، جنسیت‌گرایی، همجنس‌گراهراسی و وحشی‌گری پلیس حمایت می‌کند. او دولت نخست ترامپ را به اتهام نژادپرستی و تشویق خشونت در جریان اعتراضات به قتل جرج فلوید محکوم کرد، از سیاست‌های سناتور جمهوری‌خواه مارشا بلکبرن و لغو قانون رو در برابر وید انتقاد نمود و از قانون برابری، ایجاد تعطیلات رسمی جونتینت و حذف مجسمه‌های کنفدراسیون حمایت کرد. او در انتخابات ریاست‌جمهوری ۲۰۲۰ از جو بایدن و کامالا هریس و در انتخابات ۲۰۲۴ از هریس و تیم والز حمایت کرد.
سوئیفت که زیر ذره‌بین رسانه‌ها قرار دارد، از سوی همه طیف‌های سیاسی مورد ستایش و انتقاد قرار گرفته است. در اوایل دهه ۲۰۱۰، برخی نئونازی‌ها با استناد به سکوت سیاسی او، نظریه‌پردازی کردند که او یک چهره «آریایی» در رسانه‌هاست. اما پس از حمایت آشکار او از دموکرات‌ها، رسانه‌های محافظه‌کار ادعا کردند که او بخشی از عملیات «جنگ روانی پنتاگون» دولت تحت رهبری دموکرات‌هاست. طرفداران ترامپ و جناح راست، دیدگاه‌های لیبرال «ووک» او را مورد تمسخر قرار داده‌اند. در مقابل، برخی مفسران لیبرال، کنشگری سیاسی سوئیفت را نمایشی یا ناکافی دانسته‌اند. با این حال، سوئیفت با تأثیر بی‌سابقه‌ای در افزایش ثبت‌نام رأی‌دهندگان و الهام‌بخشیدن به لوایح مختلفی که به «اثر تیلور سوئیفت» معروف شده‌اند، تأثیرگذار بوده است. به گزارش نشریه تایمز، با وجود گرایش چپ سوئیفت، بخشی از جناح راست همچنان او را «مطلوب» می‌دانند، و این موضوع او را به یک نیروی متحدکننده تبدیل می‌کند که می‌تواند با جذب گروه‌های مختلف جمعیتی، شکاف سیاسی در آمریکا را کاهش دهد. نظرسنجی‌های متعدد نشان داده‌اند که محبوبیت سوئیفت از بایدن و ترامپ بالاتر است و نفوذ سیاسی او در آمریکا به جایگاه منحصربه‌فردش به‌عنوان نماد فرهنگی این کشور نسبت داده شده است. ترامپ پس از حمایت‌های سوئیفت از دموکرات‌ها، بارها از او انتقاد کرده است.
هواداران سوئیفت، معروف به سوئیفتی‌ها، به‌عنوان یک بلوک رأی‌دهی در سیاست انتخاباتی مقایسه شده‌اند. سران دولت‌های مختلف جهان، از جمله جاستین ترودو، لیز تراس، ریشی سوناک، کی‌یر استارمر، لنی روبردو، گابریل بوریک، امانوئل مکرون و اولف کریسترسون، سوئیفت را تأثیرگذاری مثبت بر شهروندان می‌دانند؛ رسانه‌های دولتی چین نیز به‌طور مداوم از او تمجید کرده‌اند. در مقابل، سوئیفتی‌ها هدف حملات افراطی مانند چاقوکشی ساوت‌پورت در سال ۲۰۲۴ و توطئه تروریستی ۲۰۲۴ وین با حمایت داعش قرار گرفته‌اند.

## کنشگری اجتماعی
سوئیفت معمولاً در عرصه سیاسی با احتیاط حرکت کرده و در طول سال‌ها سکوت پیشه کرد. با این حال، از سال ۲۰۱۸ وی صراحتاً به نقد سیاستمداران جمهوریخواه آمریکا پرداخت. اثرگذاری سیاسی وی به نحوی است که در نظرسنجی ان‌بی‌سی نیوز از میان رای‌دهندگان آمریکایی، وی بالاترین نرخ محبوبیت را در میان شخصیت‌های شناخته شده کسب کرد.
سوئیفت معتقد است «هیچ چیز بدتر از برترپنداری نژاد سفید نیست و جایی برای این اندیشه نباید وجود داشته باشد.» تیلور سوییفت به عنوان یک فمینیست حامی حق سقط جنین شناخته می‌شود و یکی از امضاکنندگان بنیان‌گذار جنبش دیگر بس است علیه آزار جنسی است. سوئیفت به‌خاطر تلاش‌های بشردوستانه‌اش شناخته شده‌است. وی همچنین مدافع حقوق ال‌جی‌بی‌تی و از حامیان کنترل اسلحه در ایالات متحده است. او پس از اعتراضات به قتل جورج فلوید، آشکارا به دونالد ترامپ رئیس‌جمهور وقت آمریکا تاخت، به جنبش جان سیاه پوستان مهم است کمک مالی کرد، و خواستار برداشتن بناهای یادبود کنفدراسیون در ایالت تنسی شد. سوئیفت از جو بایدن و کامالا هریس در انتخابات ریاست جمهوری ۲۰۲۰ آمریکا حمایت کرد. در جریان جنگ اسرائیل و حماس، سوئیفت در یک رویداد کمک مالی حامیان فلسطین به میزبانی رامی یوسف که تمام درآمد آن صرف کمک‌های بشردوستانه به غزه می‌شد شرکت کرد. در واکنش میگن کلی، مفسر سیاسی محافظه‌کار آمریکایی، خواستار تحریم تیلور سوئیفت و «عذرخواهی کردن وی از اسرائیلی‌ها و یهودی‌های آمریکا» شد.